# روش‌های شارژ خودروهای برقی

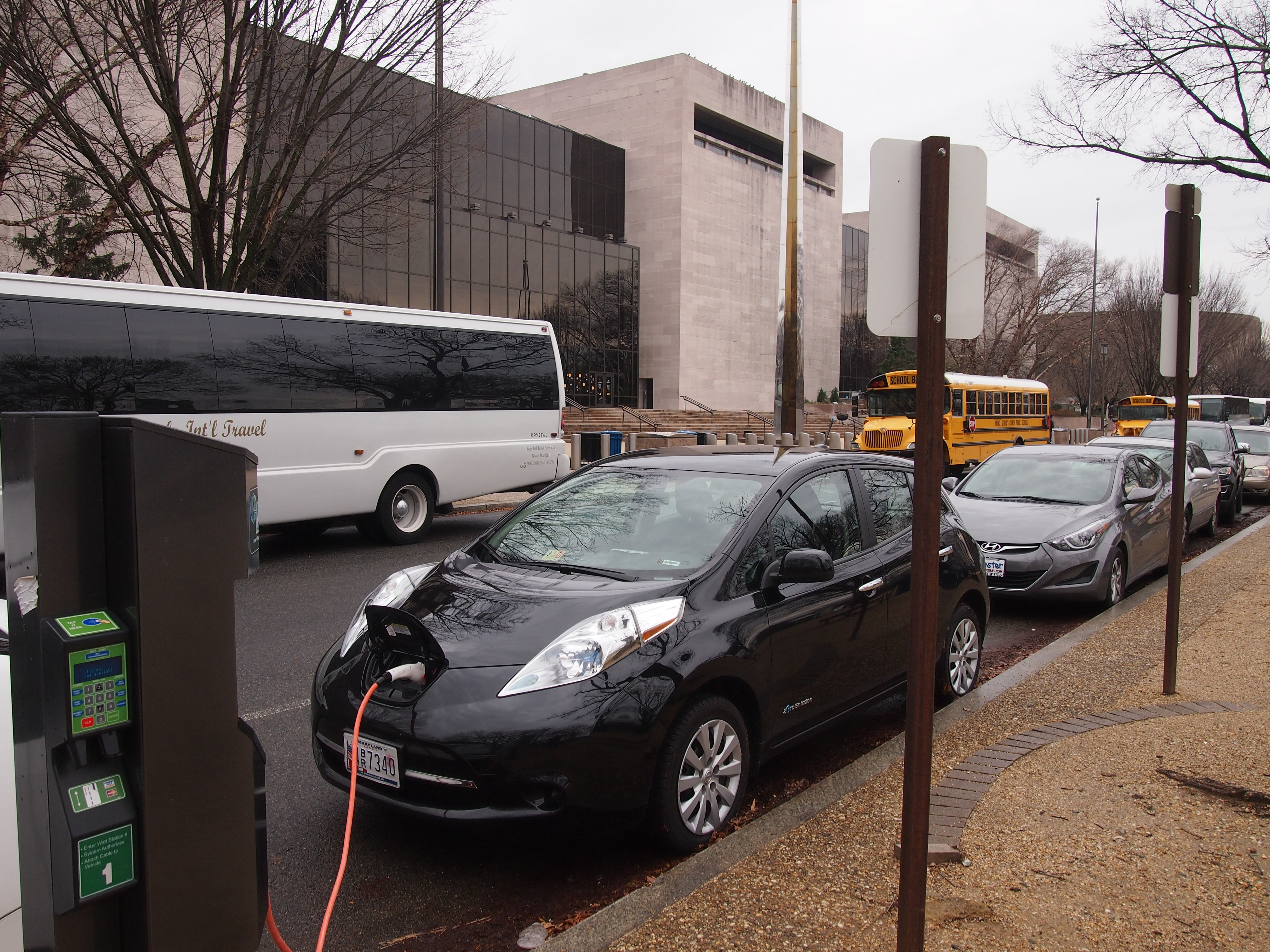
شارژ خودروهای برقی در موزهٔ ملی هوا و فضا، ۱۲ دسامبر ۲۰۱۶.

روش‌های متعددی برای شارژ مجدد باتری خودروهای برقی وجود دارد. در حال حاضر، یکی از مهم‌ترین دغدغه‌ها در حوزه حمل‌ونقل با خودروهای الکتریکی، میزان بُرد قابل پیمایش پیش از نیاز به شارژ مجدد باتری است. طولانی‌ترین بُرد ثبت‌شده تاکنون، معادل ۶۰۶٫۲ مایل (حدود ۹۷۵ کیلومتر) بوده که توسط خودروی تسلا مدل ۳ تحت شرایط کاملاً کنترل‌شده به‌دست آمده است؛ در این آزمایش، خودرو با سرعتی ثابت حرکت می‌کرد و از تجهیزات جانبی مانند سیستم تهویه مطبوع استفاده نمی‌شد.
به‌طور معمول، باتری خودروهای برقی ظرفیتی در حدود ۳۰۰ مایل دارد که معادل سه روز تردد شهری در شرایط آب‌وهوایی گرم یا یک روز رانندگی در هوای سرد است. با توجه به این محدودیت‌ها، انجام سفرهای طولانی‌مدت با خودروهای برقی در شرایط کنونی چندان عملی به نظر نمی‌رسد، مگر آنکه در طول مسیر، زیرساخت‌هایی نظیر ایستگاه‌های شارژ سریع به‌طور گسترده در دسترس باشند.

## اصول شارژ سریع

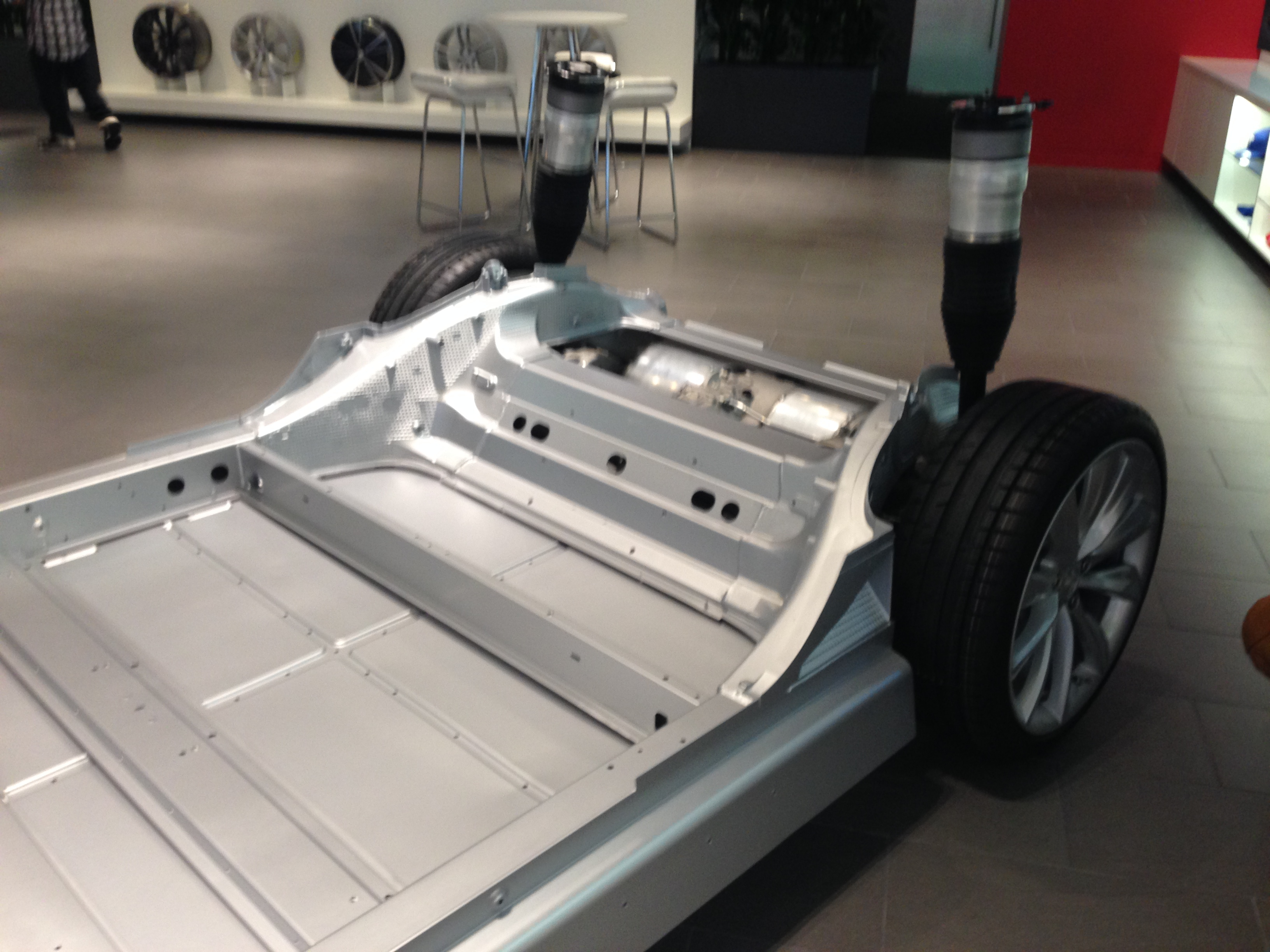
شاسی یک تسلا مدل اس، که قسمت باتری آن نمایان است

فرایند تخلیه در باتری به گونه‌ای صورت می‌گیرد که یون‌های لیتیوم از الکترود مثبت عبور کرده و از طریق جداکننده یا الکترولیت به حرکت درمی‌آیند. در ادامه، این یون‌ها از سطح مشترک الکترولیت جامد گذشته و به الکترود منفی انتقال می‌یابند. یکی از پیامدهای بالقوهٔ منفی در شارژ سریع، افزایش نرخ فرسایش باتری است؛ چرا که ممکن است به دلیل ناپایداری سطح مشترک الکترولیت جامد که در اثر چرخه‌های مکرر شارژ و تخلیه شکل می‌گیرد، این فرسایش تشدید شود.
روش نوین شارژ پالسی، به‌طور چشمگیری موجب بهبود پایداری سطح مشترک الکترولیت جامد شده است. این بهبود عمدتاً به دلیل کاهش واکنش‌های شیمیایی ناخواسته در اثر به‌کارگیری این روش جدید حاصل شده و رشد سطح مشترک الکترولیت جامد از طریق یک فرایند کاهشی کنترل‌شده صورت می‌گیرد. در نتیجه، عمر چرخه‌ای و راندمان باتری در مقایسه با روش‌های سنتی شارژ، بهبود قابل توجهی یافته است.
در مقابل، در روش شارژ سنتی، احتمال تولید گاز اتیلن در طول فرایند شارژ وجود دارد؛ این گاز از واکنش کاهشی الکترولیت (عمدتاً اتیلن کربنات یا EC) با یون‌های لیتیوم ناشی می‌شود. با توجه به بسته بودن ساختار باتری، فشار داخلی آن قابل تخلیه نبوده و تجمع اتیلن ممکن است منجر به افزایش بیش از حد فشار داخلی گردد. این افزایش فشار، به‌ویژه در صورت بالا رفتن دمای داخلی، می‌تواند موجب تورم باتری و در نهایت، احتمال وقوع انفجار را افزایش دهد.
با این حال، بهره‌گیری از روش نوآورانه شارژ موجی کامپوزیتی، با مهار واکنش‌های کاهشی ناخواسته در الکترولیت، منجر به کاهش تولید اتیلن می‌گردد. در این روش، انرژی متوسط برای انتقال یون‌های لیتیوم تأمین شده و همزمان، با اعمال یک پالس منفی سریع، واکنش‌های شیمیایی نامطلوب نیز کاهش می‌یابد. از این رو، این فناوری به‌عنوان یک روش نویدبخش برای شارژ باتری‌ها در آینده مطرح می‌شود.

## الگوریتم‌های شارژ
الگوریتم‌های مختلف شارژ از نظر راندمان، مدت زمان شارژ، طول عمر چرخه‌ای باتری و هزینه‌های اجرایی تفاوت‌های قابل توجهی دارند. با این حال، تاکنون پژوهشگران نتوانسته‌اند به‌طور قطعی مشخص کنند کدام الگوریتم برای کاربردهای خاص مناسب‌تر است، چرا که تاکنون الگوریتم‌های متعددی توسعه یافته‌اند که هر یک دارای مزایا و معایب خاص خود هستند. به عنوان نمونه، الگوریتم شارژ جریان ثابت-ولتاژ ثابت نسبت به الگوریتم جریان چند مرحله‌ای از زمان شارژ طولانی‌تری برخوردار است، در حالی که هزینه تحقیق و توسعه در مورد الگوریتم دوم بالاتر است؛ بنابراین، با در نظر گرفتن نقاط قوت و ضعف هر الگوریتم، هدف آن است که انتخاب روش شارژ بر اساس تناسب آن با کاربرد موردنظر صورت گیرد.